# Manuel Adrianzén Castillo
Manuel Adrianzén Castillo (31 de octubre de 1928 - 23 de diciembre de 1987) fue un educador y político peruano. Fundador de la Escuela Tecnológica de Administración (ETA), primera institución privada de educación técnica superior en Perú. Fue elegido diputado de la Asamblea Constituyente de 1978 y designado como Prosecretario de la Mesa Directiva.

## Biografía
Nacido en Mocupe, poblado capital del distrito de Lagunas ubicado a 37,8 km de la ciudad Chiclayo. Hijo de Erasmo Adrianzén y María Castillo. Vivió una infancia humilde y estudió la primaria en un colegio estatal. Posteriormente se traslada por sus propios medios a Lima, donde culminó sus estudios secundarios en el Liceo Comercial del Perú, graduándose como Contador Mercantil.
Ingresó a la Universidad Nacional Federico Villarreal, donde obtiene el título profesional de Contador y luego de Economista, después alcanza el grado de Doctor en Economía.
Debido a su carrera como Contador y Economista, viajó por diferentes países de América, conociendo así otras realidades. Percatándose que en el Perú era necesario ampliar la oferta de educación superior, decide en 1968, fundar la Escuela Tecnológica de Administración (ETA), dedicada a la educación técnica superior, en donde se privilegió la enseñanza práctica, para lo cual contaba con campos experimentales y microempresas gestionadas por los alumnos.[cita requerida]
En la década de 1970 se interesó en la política, afiliándose al partido Unión Nacional Odriísta, postulando a la Asamblea Constituyente de 1978 que fue convocada por el gobierno militar saliente. Allí obtuvo uno de los 100 escaños y fue designado Prosecretario. En este Parlamento destacan sus intervenciones en temas Económicos y Tributarios, y su contribución en la elaboración de la Constitución Política del Perú de 1979.

## Obras
- Contabilidad Agropecuaria (Lima, Editorial Atlántida, 1965)
- Contabilidad Agrícola y Ganadera (Lima, Editorial Atlántida, 1967)
- Técnica y Arte de Hacer Fortuna (Lima, Editorial de Ciencias Económicas y Sociales, 1974)
- Técnicas para Crear su Propia Empresa (Lima, Editorial Universidad Libre, 1978)
- El Desarrollo Científico y Tecnológico del Imperio del Tahuantinsuyo como Base para el Cambio Social y Económico del Perú (Lima, Editorial CIDE, 1984)
- Mutilaciones del Territorio Peruano (mapa didáctico), (Lima, Editorial CIDE, 1984)